# 1939-es finn labdarúgó-bajnokság (első osztály)
Az 1939-es finn labdarúgó-bajnokság (Mestaruussarja) a finn  labdarúgó-bajnokság legmagasabb osztályának tizedik alkalommal megrendezett bajnoki éve volt. A pontvadászat 8 csapat részvételével zajlott. A bajnokságot TPS Turku csapata nyerte.

## Bajnokság végeredménye
| # | Csapat              | M  | Gy | D | V | RG | KG | Pont |
| - | ------------------- | -- | -- | - | - | -- | -- | ---- |
| 1 | TPS Turku (B)       | 12 | 9  | 2 | 1 | 38 | 17 | 20   |
| 2 | HJK Helsinki        | 13 | 7  | 4 | 2 | 40 | 18 | 18   |
| 3 | HT Helsinki         | 12 | 6  | 1 | 5 | 27 | 21 | 13   |
| 4 | HIFK Helsinki       | 13 | 5  | 3 | 5 | 31 | 32 | 13   |
| 5 | HPS Helsinki        | 13 | 5  | 3 | 5 | 20 | 22 | 13   |
| 6 | VPS Vaasa           | 12 | 3  | 4 | 5 | 20 | 21 | 10   |
| 7 | KPT Kuopio (K)      | 12 | 2  | 3 | 7 | 17 | 29 | 7    |
| 8 | Viipurin Reipas (K) | 11 | 2  | 0 | 9 | 18 | 51 | 4    |

- A bajnokság félbeszakadt, mert kitört a Téli háború. A bajnoki tabella végeredménye az aktuális állás szerint lett elkönyvelve.

## Külső hivatkozások
- Hivatalos honlap (finnül)
- Finnország – Az első osztály tabelláinak listája az RSSSF-en (angolul)